# Opis (Mezopotamija)
Opis (akad. Upî ili Upija, grč. Ὦπις) je bio drevni babilonijski grad na rijeci Tigris, pokraj modernog Bagdada. Točna lokacija grada danas nije poznata, no iz akadskih i grčkih tekstova zna se kako se grad nalazio na istočnoj obali rijeke Tigris, odnosno pokraj njegovog pritoka Dijale.

## Povijest

### Babilonijsko razdoblje
Opis se po prvi puta spominje početkom 2. tisućljeća pr. Kr. U 14. stoljeću pr. Kr. grad postaje administrativnim centrom Babilonije. Babilonci su prokopali „kraljevski kanal“ između Eufrata i Tigrisa, koji je završavao pokraj Opisa. Babilonijski kralj Nabukodonosor II. izgradio je Medijski zid da zaštiti svoju zemlju od moguće medijske invazije, koji je također završavao pokraj Opisa.

### Perzijsko razdoblje
Tijekom listopada 539. pr. Kr. babilonijski kralj Nabonid branio je Opis od perzijske invazije predvođene Kirom Velikim. Babilonci su u bitci kod Opisa teško poraženi, zbog čega se lokalno stanovništvo pobunilo protiv njihove babilonske vlade. Nedugo kasnije, Kir Veliki osvojio je i Babilon, čime je Babilonija bila potpuno pokorena od strane Perzijskog Carstva. Opis se nalazio na perzijskoj kraljevskoj cesti koja je spajala elamski glavni grad Suzu sa središtem Asirije, odnosno kasnije lidijskim glavnim gradom Sardom.

### Makedonsko razdoblje
U rujnu 331. pr. Kr. Aleksandar Makedonski porazio je perzijskog vladara Darija III. Kodomana u bitci kod Gaugamele, nakon čega je vjerojatno u isto vrijeme pokorio i Opis te Babilon. Nekoliko godina kasnije, Aleksandar je bio prisiljen vratiti se iz Indije zbog pobune u Opisu, a njegovi vojnici ponovo su se pobunili i 324. pr. Kr. U cilju da primiri Makedonce i Perzijance, u Opisu se ožeio Stateirom II. (kćeri bivšeg vladara Darija III. Kodomana), dok je neposredno ranije u Suzi održao masovno vjenčanje između perzijskog i makedonskog plemstva, čime je želio osnažiti njihov savez.
Seleuk I. Nikator, jedan od Aleksandrovih dijadoha, krajem 4. stoljeća pr. Kr. osnovao je Seleukidsko Carstvo te je izgradio novi glavni grad Seleukiju na zapadnoj obali Tigrisa, nasuprot Opisu.
Tijekom 2. stoljeća pr. Kr. Seleukidi padaju pred Partskim Carstvom, a Parti ponovo na istočnoj obali pokraj Opisa osnivaju novi grad Ktezifont.

## Poveznice
- Babilon
- Ktezifont
- Kraljevska cesta
- Medijski zid
- Bitka kod Opisa

## Vanjske poveznice
- Opis (Livius.org, Jona Lendering)
- Kir Veliki (enciklopedija Iranica, M. A. Dandamayev)  Arhivirana inačica izvorne stranice od 31. srpnja 2009. (Wayback Machine)
- Aleksandar Makedonski: Pobuna u Opisu (Livius.org)